# Hôtel de la Gabelle (Cognac)
L’hôtel de la Gabelle est un hôtel particulier situé 6 rue Saulnier à Cognac, dans le département de la Charente.